# Antiaropsis
Genre
Antiaropsis est un genre de plantes à fleurs de la famille des Moraceae.

## Liste d'espèces
Selon NCBI (28 décembre 2013) :
- Antiaropsis decipiens

Selon The Plant List (28 décembre 2013) :
- Antiaropsis decipiens K.Schum.
- Antiaropsis uniflora C.C.Berg

Selon Tropicos (28 décembre 2013) (Attention liste brute contenant possiblement des synonymes) :
- Antiaropsis decipiens K. Schum.
- Antiaropsis uniflora C.C. Berg